# Метаболічні захворювання
Метаболі́чні захво́рювання (ро́злади о́бміну речови́н) — група захворювань, які викликаються зниженням або відсутністю активності (недостатністю) того чи іншого ферменту, що призводить до збою біохімічних реакцій в організмі та розвитку патологічного процесу.
Більшість метаболічних порушень є результатом вродженої недостатності визначеного ферменту, викликаної генетичним блоком.
Причиною захворювань можуть бути спадкові порушення, захворювання ендокринних органів, або інші порушення в роботі органів важливих для обміну речовин (наприклад, печінки).
Загальна частота спадкових метаболічних захворювань дуже висока — кожна 500-а новонароджена дитина має якусь метаболічну патологію. Завдяки сучасним досягненням медицини можливо дуже рано, зокрема в періоді новонародженості, встановлювати діагноз метаболічного захворювання і, здебільшого, проводити ефективне лікування.